# Some que Ele Vem Atrás
"Some que Ele Vem Atrás" é uma canção das cantoras brasileiras Anitta e Marília Mendonça, lançada em 30 de outubro de 2019 pela gravadora Warner Music Brasil.

## Antecedentes
Em 2019, Anitta anunciou um projeto de final de ano chamado Brasileirinha, que reuniria canções em português com artistas brasileiros. "Some que Ele Vem Atrás", com Marília Mendonça, seria a primeira faixa do projeto.

## Composição
"Some que Ele Vem Atrás" foi escrita Murilo Huff, Rafael Augusto, Ricardo Vismarck e Ronael, compositores que já tinham trabalhado com Marília Mendonça em outras canções, como "Transplante" e "Bem Pior Que Eu". Na época, Huff era namorado de Marília, que estava grávida do único filho do casal.
A letra aborda a conversa de duas amigas sobre o fim de um relacionamento.

## Lançamento e recepção
Anitta e Marília apresentaram a canção pela primeira vez em 29 de outubro de 2019 no Prêmio Multishow de Música Brasileira 2019. A apresentação foi lançada como videoclipe oficial da canção no canal do YouTube de Anitta no dia seguinte.
O jornalista Mauro Ferreira, do G1, afirmou que a parceria era a reunião das "duas maiores potências femininas do universo pop brasileiro nos correntes anos 2010". O crítico fez elogios a canção, a qual considerou um "hit instantâneo", mas que "sem o viço vocal de Marília, Anitta soa quase ofuscada pela colega goiana" e "paira a sensação de que é a convidada Marília Mendonça quem recebe Anita e quem faz as honras da casa para a colega".
Após o lançamento, a música fez parte do repertório de shows de Anitta e também de Marília Mendonça. Com a pandemia de COVID-19, Marília chegou a cantá-la em uma de suas lives.
Em 2021, juntamente com o single posterior "Combatchy", era a canção mais vendida de Anitta, ambas com a certificação de disco de diamante duplo da Pro-Música Brasil.

## Desempenho nas paradas musicais

### Paradas semanais
| Parada musical (2019)     | Posição de pico |
| ------------------------- | --------------- |
| Brasil (Top 100 Brasil)   | 15              |
| Brasil (Top 10 Streaming) | 2               |
| Portugal (AFP)            | 63              |

### Paradas mensais
| Parada musical (2019)     | Melhor posição |
| ------------------------- | -------------- |
| Brasil (Top 50 Streaming) | 2              |

## Vendas e certificações
| País   | Associação de gravadoras | Certificação | Vendas  |
| ------ | ------------------------ | ------------ | ------- |
| Brasil | Pro-Música Brasil        | 2× Diamante  | 600.000 |